# エドワード・ウィリアム・ネルソン

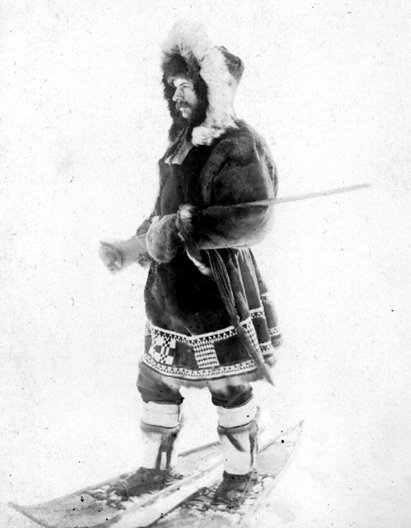
アラスカのエドワード・ウィリアム・ネルソン

エドワード・ウィリアム・ネルソン（Edward William Nelson、1855年5月8日 - 1934年5月19日）はアメリカ合衆国の動物学者、民俗学者である。アラスカやメキシコの動物を収集研究した。

## 略歴
ニューハンプシャー州のマンチェスターで生まれた。父親は南北戦争で戦死し、1868年から母親とシカゴに住むが、1871年のシカゴの大火でニューハンプシャー州に戻った。1876年にジョンズ・ホプキンス大学で生物学を学ぶが、1877年には陸軍に入隊し、通信部隊に配属された。スミソニアン協会の博物標本の収集を進めていたスペンサー・フラトン・ベアードに選ばれて、アラスカのセント・マイケルで動物や植物の情報を送る仕事を1881年まで続けた。
1881年に、行方不明となった「USS Jeanette」号の捜索航海に参加した「Thomas Corwin」号に博物学者として選ばれ、北極海のウランゲリ島まで航海した。1887年にこの航海の報告書 "Report upon Natural History Collections Made in Alaska between the Years 1877–1881" を執筆した。1900年にはエスキモーに関する民俗学的な著作、"The Eskimo about Bering Strait" も執筆した。
1890年に、アメリカ農務省の鳥類・動物学部門のリーダー、クリントン・ハート・メリアムが率いた、デスヴァレーの探検調査に参加した。1891年からメキシコに派遣され、14年間、メキシコの脊椎動物の研究を行った。そのうち、10年間は若い動物学者、ゴルドマン（Edward Alphonso Goldman）とともに働いた。その後、生物調査局（Bureau of Biological Survey）で働き、1921年に退職した。1916年から1927年の間、生物調査局の局長を務めた。
1908年から1911年の間、アメリカ鳥学会の会長、1921年から1924年の間、アメリカ哺乳類学会（American Society of Mammalogists）の会長を務めた。ワシントン生物学会（Biological Society of Washington）の会長も務めた。アラスカなどに生息する野生のヤギの種、Ovis dalli やメキシコオオカミや、ツバメ科の種、Progne sinaloae の記載論文など200以上の科学論文を執筆した。
クリントン・ハート・メリアムによってメキシコハイイログマ （Ursus arctos nelsoni）やネルソンレイヨウジリス（Ammospermophilus nelsoni）などに献名されている。

## 著書の図版

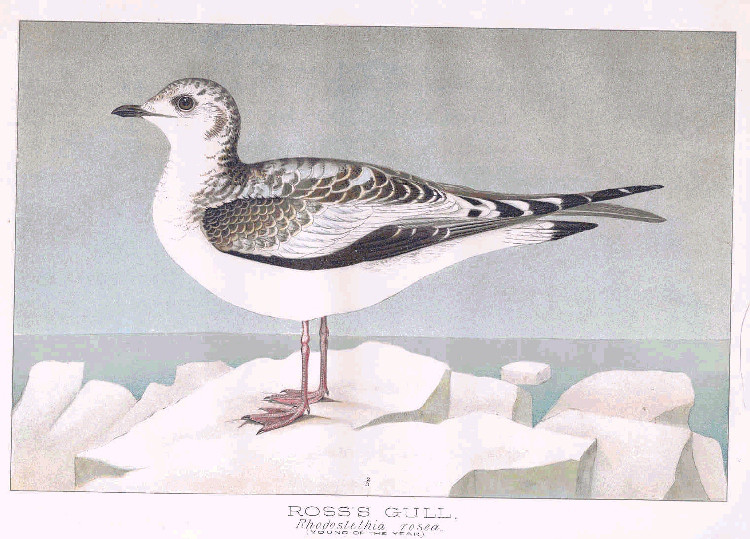
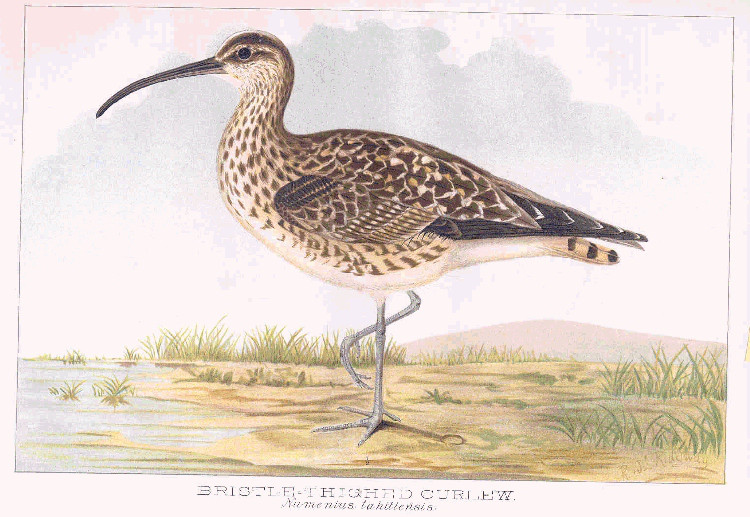
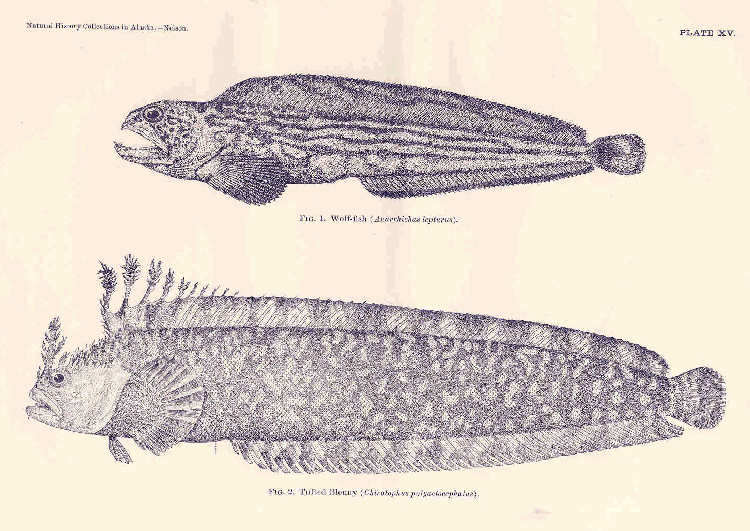

## 著作の一部
- 1883: Cruise of the Revenue-Steamer Corwin in Alaska and the N.W. Arctic Ocean in 1881. by Revenue-Cutter Service United States. Publisher Govt. Print. Off. Washington, Published 1883 
  - --The birds of Bering sea and the Arctic ocean, by Edward W. Nelson
- 1886: Contributions to the natural History of Alaska: results of Investigations made chiefly in the Yukon District and the Aleutian Islands
- 1887: Report upon natural history collections crade in Alaska, between the years 1877 and 1881]; No. III. Edited by Henry W.Henshaw, Publisher Govt. Printing Office Washington, 1887
  - --The Birds of Alaska
  - -- Part II - Mammals of Northern Alaska – with Frederick William True
- 1899: Revision of the squirrels of Mexico and Central America
- 1899: Natural History of the Tres Marias Islands, Mexico
- 1900: The Eskimo about Bering strait Extract from the eighteenth annual report or the Bureau of American Ethnology. Publisher: U.S.G.P.O. Washington,  1900
  - Map of the Distribution of the Eskimo about Bering Strait by E. W. Nelson 1898
- 1909: The rabbits of North American
- 1921: Lower California and its natural resources
- 1927: The book of birds: birds of town and country, the warblers, and American game birds
- 1930: Wild animals of North America: intimate studies of big and little creatures of the mammal kingdom
- 1930: The wilderness of Denali: explorations of a hunter-naturalist in northern Alaska